# Veronica borisovae
Veronica borisovae är en grobladsväxtart som beskrevs av Josef Holub. Veronica borisovae ingår i släktet veronikor, och familjen grobladsväxter. Inga underarter finns listade i Catalogue of Life.